# Дімітріс Наліцис
Дімітріс Наліцис (грец. Δημήτρης Ναλιτζής, нар. 25 січня 1976, Пірей) — грецький футболіст, що грав на позиції нападника, зокрема за клуби «Паніоніос» і АЕК, а також національну збірну Греції.

## Клубна кар'єра
У дорослому футболі дебютував 1993 року виступами за команду «Паніоніос», в якій провів шість сезонів, взявши участь у 124 матчах чемпіонату. Більшість часу, проведеного у складі «Паніоніоса», був основним гравцем атакувальної ланки команди. За цей час виборов титул володаря Кубка Греції.
Другу половину 1999 року провів у команді «Етнікос Астерас», після чого став гравцем клубу ПАОК.
2001 року перейшова до італійського «Удінезе», звідки відразу ж був відданий в оренду до «Перуджі». Згодом протягом частини 2002 року захищав також на правах оренди кольори португальського «Спортінга» (Лісабон).
У жодній із закордонних команд не заграв і вже 2002 року повернувся на батьківщину, приєднавшись до лав команди АЕК на правах оренди. За рік уклав з афінським клубом повноцінний контракт. Згодом до кінця 2010-х встиг пограти ще за низку грецьких клубних команд, а також за кіпрський  «Пафос».
Завершував ігрову кар'єру в команді «Фостірас» протягом 2009—2010 років.

## Виступи за збірну
2000 року дебютував в офіційних матчах у складі національної збірної Греції.
Загалом протягом чотирирічної кар'єри в національній команді провів у її формі 6 матчів.

## Титули і досягнення

### Командні
- Володар Кубка Греції (2):

«Паніоніос»: 1997-1998
ПАОК: 2000-2001
- Чемпіон Португалії (1):

«Спортінг»: 2001-2002
- Володар Кубка Португалії (1):

«Спортінг»: 2001-2002

### Особисті
- Найкращий бомбардир чемпіонату Греції (1):

1999-2000 (24 голи)